# Les Petites Canailles (série de films)
Pour les articles homonymes, voir Les Petites Canailles.
Les Petites Canailles (Our Gang, The Little Rascals (au milieu des années 1950) ou Hal Roach's Rascals) est une série américaine de courts films de comédie, ayant pour sujet les aventures d'une bande d'enfants pauvres, créée par le producteur Hal Roach dont la série débute le 10 septembre 1922.
En France, la série a été diffusée à partir du 25 novembre 1962, sur RTF Télévision, à raison de deux épisodes à la fois, le dimanche, vers 19 h 25. La série a été reprogrammée en 1984 dans une émission de Récré A2 sur Antenne 2. Les épisodes étaient diffusés en version anglaise avec la voix de Laurence Badie pour seul commentaire français. Premiers commentaires dit par Claude Darget... et son personnage fétiche JOE "Le gros".

## Synopsis
Les aventures d'une bande de chérubins gaffeurs, farceurs et indisciplinés : la belle Darla, le petit Porky, Buck le noir, Alfafa (Alfalfa en version originale) le plus grand et charismatique, leur « chef » le gros Spanky et leur chien Pete qui se chamaillent sans cesse avec leurs voisins, d'autres enfants aussi teigneux qu'eux.

## Commentaires

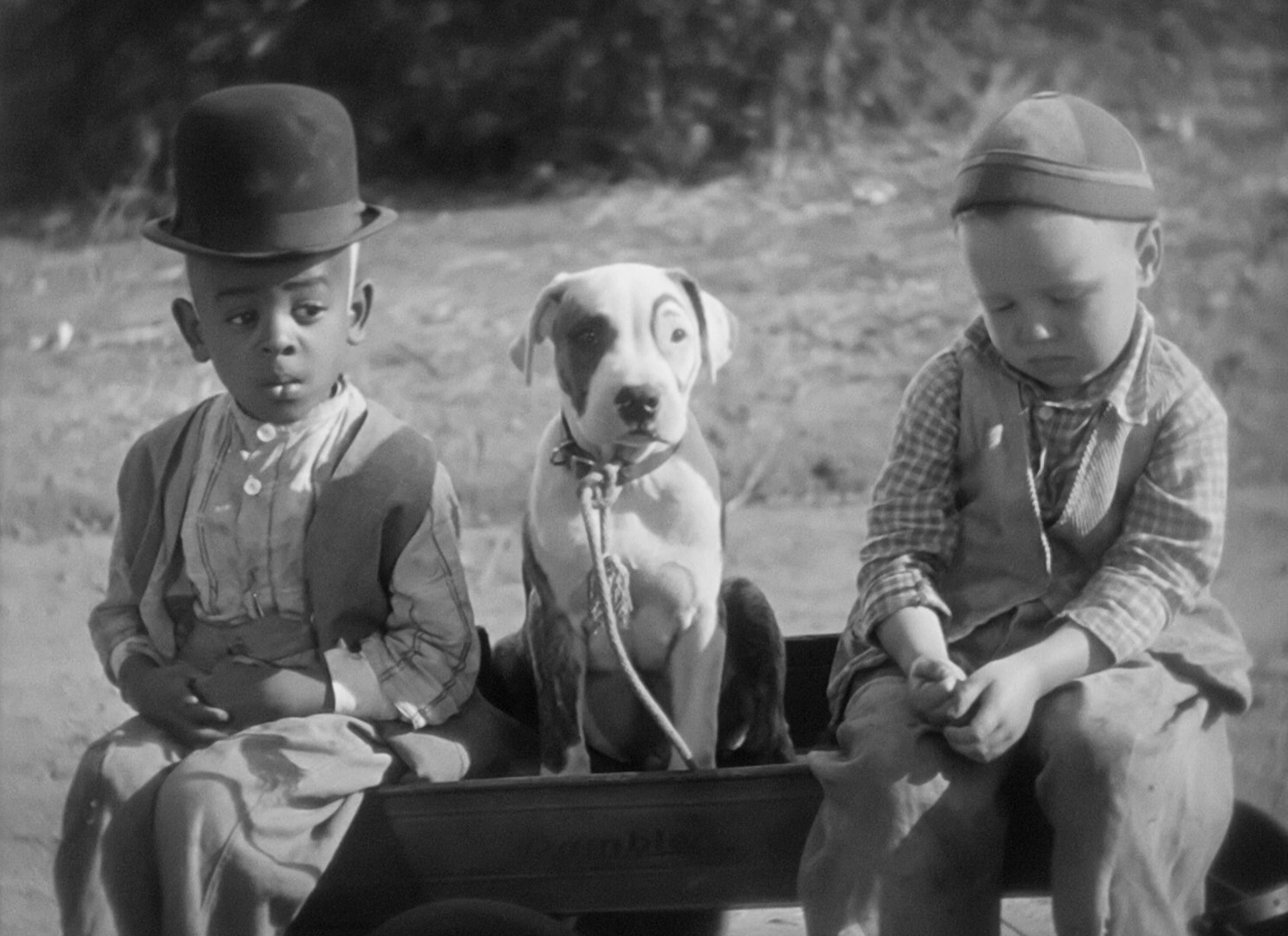
Matthew "Stymie" Beard, Pete le chien et Bobby Hutchins dans School's Out.

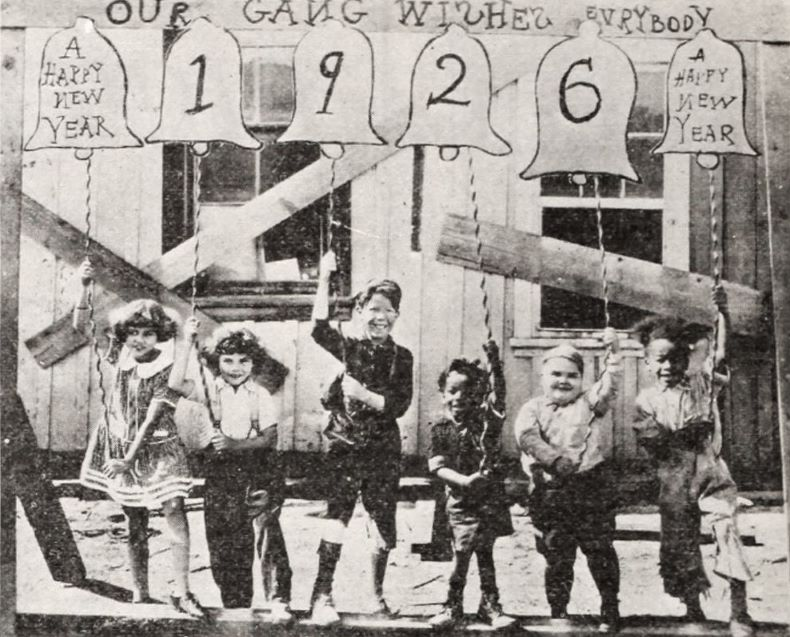
Photo des Petites Canailles pour les vœux de l'année 1926.

La série, une des plus connues et des plus réussies dans l'histoire du cinéma, est remarquée par la présentation d'enfants se comportant d'une manière relativement naturelle. À l'opposé des habitudes du cinéma d'alors, où les enfants acteurs étaient souvent toilettés pour imiter des stéréotypes et des manières d'adultes, pour illustrer des scènes de vol, ou bien pour fournir des instants « mignons ».
Hal Roach, producteur et créateur de la série, et Robert F. McGowan, le premier réalisateur, travaillèrent à filmer les attitudes naturelles et crues propres aux enfants. La série est aussi célèbre pour avoir placé ensemble des garçons, des filles, des blancs et des noirs, dans un groupe en tant qu'égaux ; le « franchissement d'un nouveau pas » selon l'historien du cinéma Leonard Maltin. Une telle chose n'avait jamais eu lieu auparavant dans le cinéma, mais fut commune par la suite, après le succès des Petites Canailles.
Le thème musical de tous les courts-métrages Good Old Days est composé par Roy Shields.
Les quatre-vingts épisodes « parlés » produits par le Roach Studio sont passés à la télévision américaine sous le titre de The Little Rascals, mais Metro-Goldwyn-Mayer garde le nom original Our Gang.
En 1994, Penelope Spheeris en réalisera un film Les Chenapans (The Little Rascals) pour Universal Pictures avec des jeunes acteurs ayant une forte ressemblance avec ceux de l'original.
En 2014, Alex Zamm réalise un film en Direct-to-video intitulé The Little Rascals Save the Day (en) sorti en France sous le titre Les Petites Canailles à la rescousse.
L'ouvrage de Paul Beatty, Moi contre les États-Unis d'Amérique, paru en 2015, s'y réfère comme un exemple emblématique du traitement raciste des Noirs dans les productions de l'époque.

## Casting

### Hal Roach Studios(1922-1938)

#### Époque desfilms muets
- 1922-1926
  - Ernie "Sunshine Sammy" Morrison
  - Mickey Daniels
  - Mary Kornman
  - Peggy Cartwright
  - Jackie Condon
  - Jackie Davis
  - Johnny Downs
  - Allen "Farina" Hoskins
  - Joe Cobb

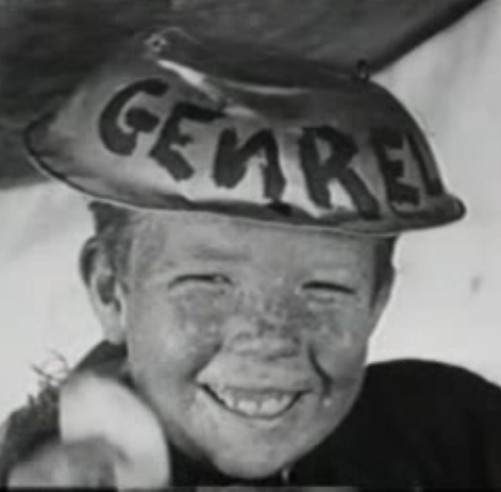
Mickey Daniels.

  - Eugene "Pineapple" Jackson (remplace Ernie Morrison en 1925)
  - Andy Samuel
  - Elmo Billings
  - Richard Billings
  - Ivadell Carter

- 1926-1929
  - Allen "Farina" Hoskins
  - Jackie Condon
  - Joe Cobb

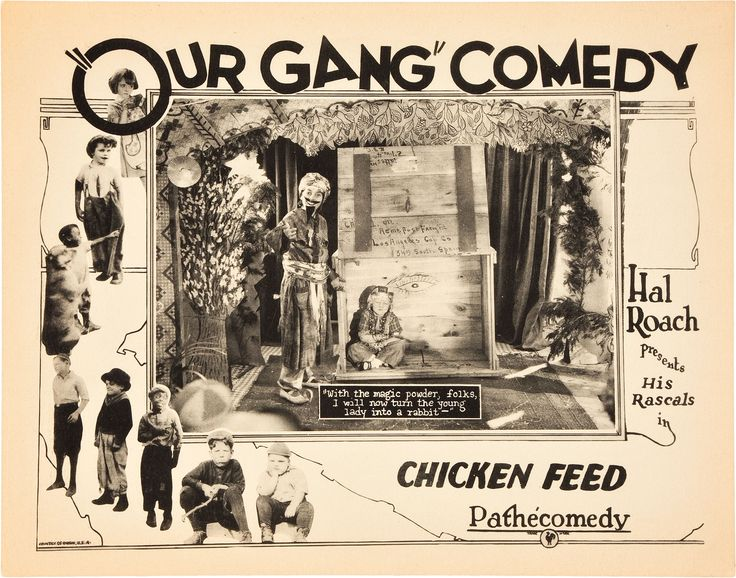
Chicken Feed en 1927.

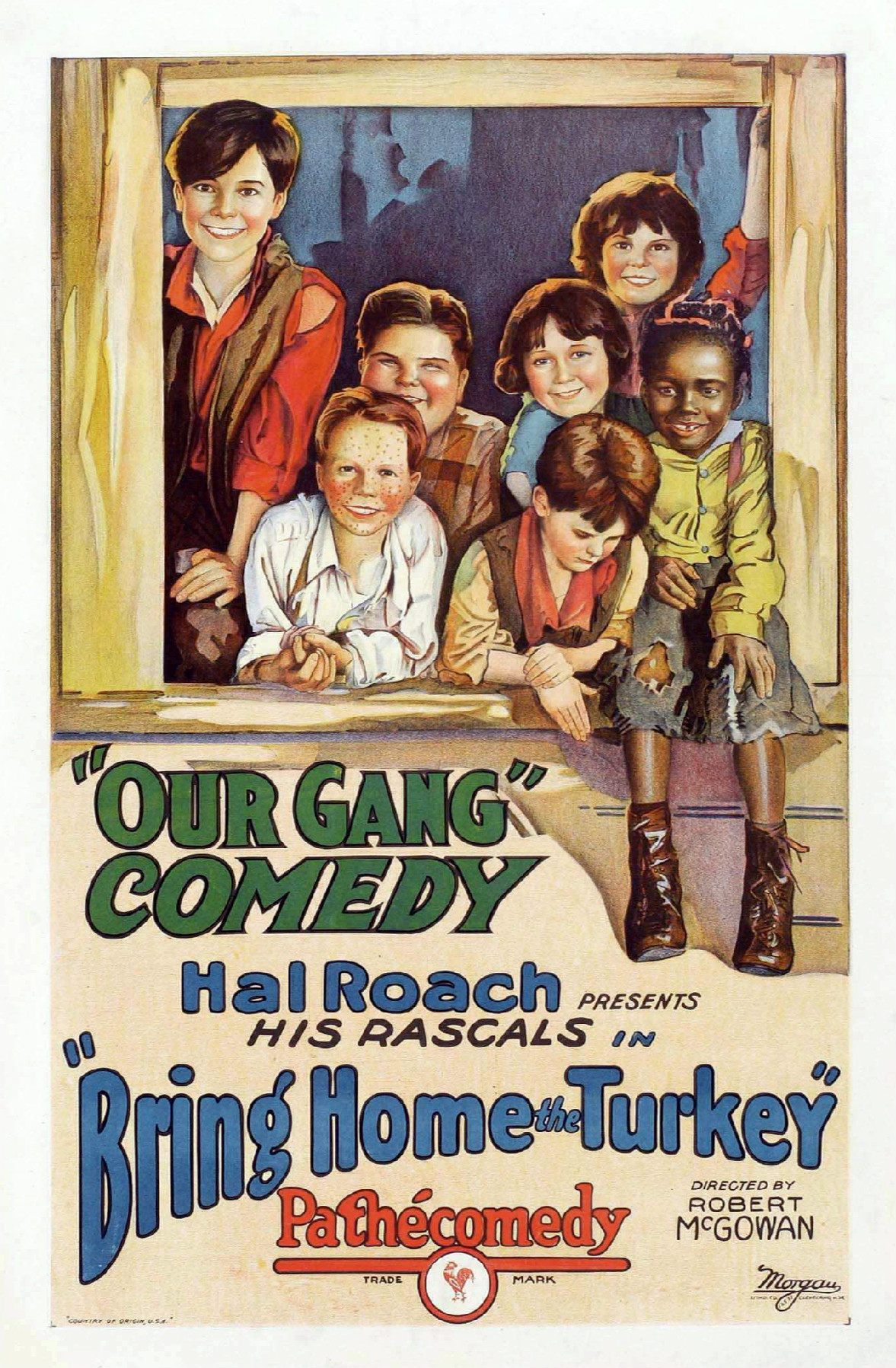
Bring Home the Turkey en 1927.

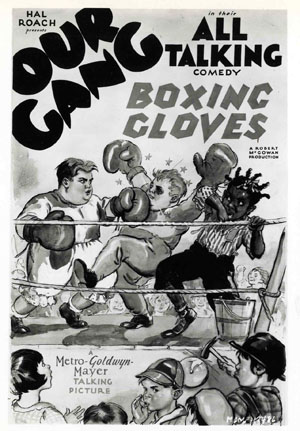
Boxing gloves (1929).

  - Jay R. Smith (remplace Mickey en 1926)
  - Jean Darling (remplace Mary en 1926)
  - Harry Spear
  - Bobby "Wheezer" Hutchins
  - Mary Ann Jackson
  - Bobby "Bonedust" Young
  - Mildred Kornman

#### Époque desfilms parlants
- 1929-1931
  - Allen "Farina" Hoskins
  - Mary Ann Jackson
  - Bobby "Wheezer" Hutchins
  - Norman "Chubby" Chaney (remplace Joe Cobb en 1929)
  - Jackie Cooper
  - Donald Haines
  - Dorothy DeBorba
  - Matthew "Stymie" Beard
  - Buddy McDonald
  - Shirley Jean Rickert

- 1931-1933

- - Matthew "Stymie" Beard
  - Bobby "Wheezer" Hutchins
  - Dorothy DeBorba
  - Donald Haines
  - Jerry Tucker
  - George "Spanky" McFarland
  - Tommy Bond
  - Sherwood Bailey

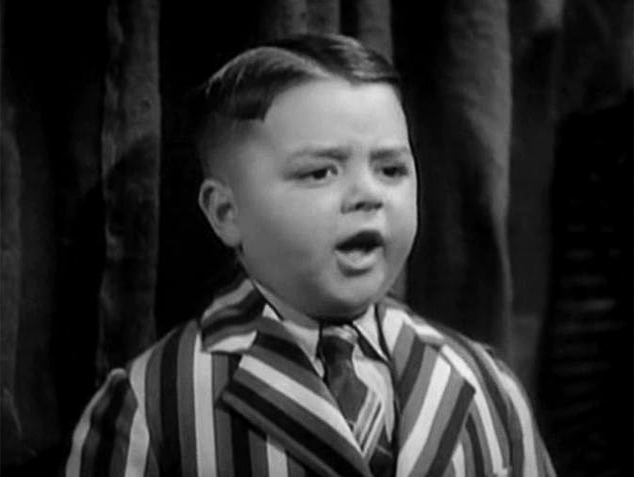
George "Spanky" McFarland.

  - Kendall "Breezy Brisbane" McComas
  - Dickie Moore
  - Jacquie Lyn
  - John "Uh-huh" Collum

- 1934-1935

- - George "Spanky" McFarland
  - Matthew "Stymie" Beard
  - Jerry Tucker

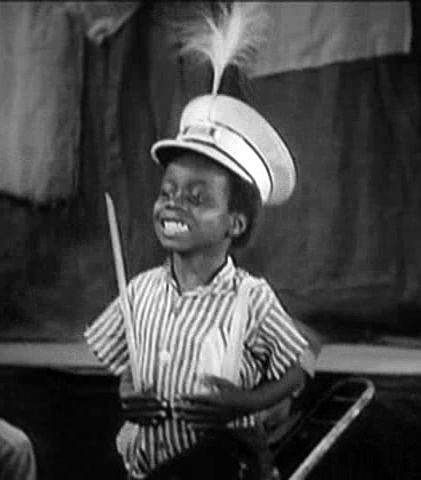
Billie "Buckwheat" Thomas.

  - Tommy Bond (Quitte en 1934 pour revenir en 1937 dans le rôle de Butch)

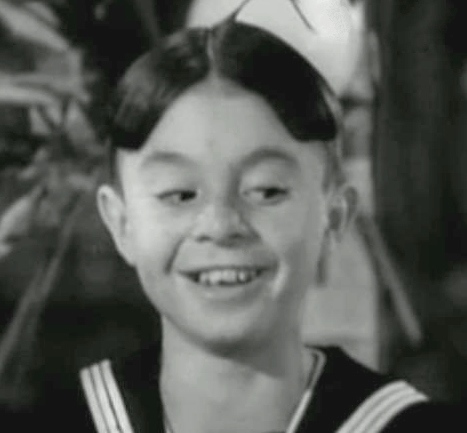
Carl "Alfalfa" Switzer.

  - Wally Albright
  - Scotty Beckett
  - Jackie Lynn Taylor
  - Leonard Kibrick
  - Billie "Buckwheat" Thomas

- 1935

- - George "Spanky" McFarland
  - Scotty Beckett
  - Billie "Buckwheat" Thomas
  - Jerry Tucker
  - Leonard Kibrick
  - Carl "Alfalfa" Switzer
  - Darla Hood
  - Eugene "Porky" Lee

### Époque de laMetro-Goldwyn-Mayer(1938-1944)
- 1936-1939
  - George "Spanky" McFarland
  - Carl "Alfalfa" Switzer
  - Billie "Buckwheat" Thomas
  - Darla Hood
  - Eugene "Porky" Lee
  - Tommy "Butch" Bond (Remplace Leonard Landy en 1937)

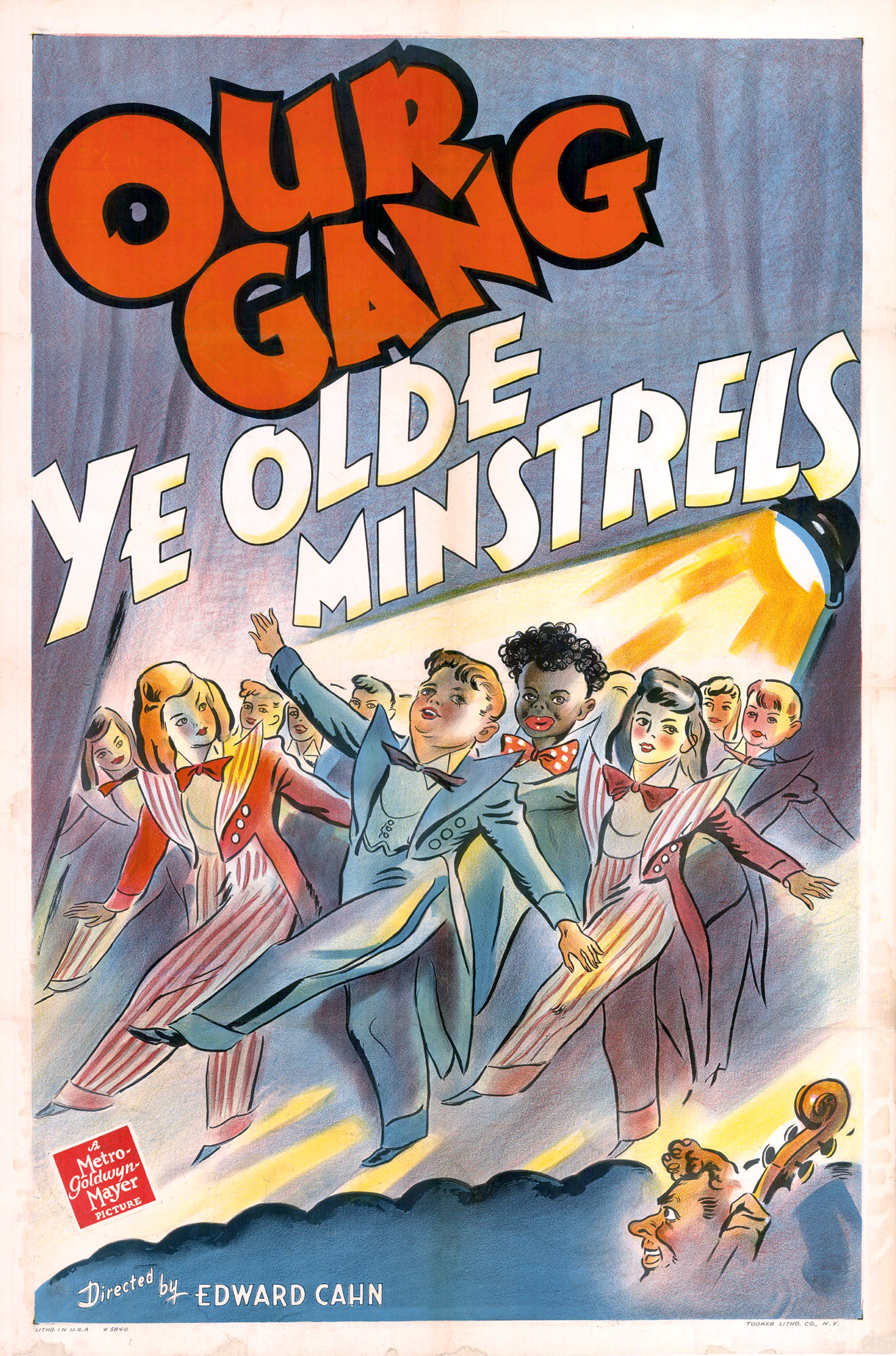
Affiche de Ye Olde Minstrels (1941).

  - Sidney "The Woim" Kibrick
  - Darwood "Waldo" Kaye
  - Gary "Junior" Jasgar
  - Leonard Landy

- 1939-1942
  - George "Spanky" McFarland
  - Carl "Alfalfa" Switzer
  - Billie "Buckwheat" Thomas
  - Darla Hood
  - Leonard Landy
  - Mickey Gubitosi
  - Billy "Froggy" Laughlin
  - Janet Burston

- 1942-1944
  - Billie "Buckwheat" Thomas
  - Billy "Froggy" Laughlin
  - Bobby "Mickey" Blake
  - Janet Burston

## Dessin animé
Arrivé en même temps que Pac-Man, un feuilleton live de dessin animé du même titre, produit par Hanna-Barbera en 1982, apparaît dans la même année de la série originale après avoir réalisé The Little Rascals Christmas Special pour Noël en 1979. Il comprend trente-trois épisodes, également diffusés dans Récré A2.
Le thème de la chanson française est de Charles Level et Roland Bocquet :

« Nous sommes les petites canailles

Les champions des bêtises

Nous sommes les petites canailles

Attention, surprise

Il n'y a pas de problème

On connaît tous les coups en douce

Pour les tartes à la crème

Pas besoin qu'on nous pousse

Nous sommes les petites canailles

Nous semons la pagaille

Nous sommes les petites canailles

On se bataille...

C'est... pour rire...

Nous sommes les petites canailles

Et pourtant nous ne sommes pas les pires 

 

Nous sommes les petites canailles

Nous semons la pagaille

Nous sommes les petites canailles

Qui chahutent et qui braillent

Nous avons toutes les ruses

On s'amuse

Comme des vrais chats fous

Et les bébés dans l'coup
 
Qui s'éclatent avec nous

(...) »